# Love Heaven
「Love Heaven」（ラブ ヘブン）は、D☆DATEの4枚目のシングル。2012年1月11日にユニバーサルミュージックから発売された。

## 解説
休業中であったメンバー・中村優一の脱退発表後としては初のシングルで、「2か月連続リリースの第1弾シングル」「プロジェクト第2章が始動」と告知された作品である。初回限定盤A・初回限定盤B・通常盤の3種形態での発売。
リーダーの荒木宏文が表題曲「Love Heaven」、カップリング（初回限定盤）「ずっと…」を作詞している。表題曲は韓国の楽曲制作チームによる作曲・編曲である。
CD発売前に愛知と川崎で、発売後には大阪と福岡でイベントが行われた。このシングル発表前にメンバーは2週間にわたるダンスパフォーマンスの強化合宿を行い、イベントではダンサー5名を従えてのパフォーマンスを披露した。

## 収録曲

### 初回限定盤A
品番：UMCC-5910
CD
1. Love Heaven
  - 作詞：荒木宏文 / 作曲・編曲：Lee Sang Ho、Lee Jin Sung

ルタオ 2011年12月CMソング
レコチョク 2012年1月度TV-CFソング
TBS系『ひるおび!』2012年1月エンディングテーマ
中京テレビ『サタメン!!!』エンディングテーマ
2. ずっと…
  - 作詞：荒木宏文 / 作曲・編曲：Daisuke Kahara
3. Love Heaven （instrumental）
4. ずっと… （instrumental）

DVD
1. 「Love Heaven」ビデオクリップ
2. メイキング映像

### 初回限定盤B
品番：UMCC-5911
CD
※初回限定盤Aに同じ
特典
- メンバーのソロ絵柄による差し替えジャケット（ランダムに封入）

### 通常盤
品番：UMCC‐5040
CD
1. Love Heaven
2. Ordinary
  - 作詞：Kiyohito Komatsu / 作曲：Kiyohito Komatsu、Daisuke Kahara / 編曲：Daisuke Kahara
3. Love Heaven （instrumental）
4. Ordinary （instrumental）